# Grimizna rozela
Grimizna rozela (penant, lat. Platycercus elegans) je vrsta papagaja koja naseljava obalne predjele istočne i južne Australije. 
Za razliku od većine vrsta rozela koji žive u stepama, penant nastanjuje šumske predjele, a intenzitet vlažnosti šuma u kojima žive, utječe na jačinu crvene boje kod ovih ptica. 
Platycercus Nigresceus nastanjuje sjeverne tropske predjele. Mladi ove podvrste napuštaju gnijezdo potpuno crvenog perja, dok mladi Platycercus Elegans i druge podvrste imaju po napuštanju gnijezda na sebi mnogo više zelenog perja, da bi tek u periodu sazrijevanja dobili intenzivno crveno perje, a rubovi krila, letnih pera, repa i podbradka im postaju plave boje. Leđa su, kao i kod crvene rozele, crveno-crne boje. Noge su sivo-crne, a kljun je bijel s crnim vrhom.

## Podvrste
Postoje sljedeće podvrste:
- P. e. elegans
- P. e. filewoodi
- P. e. flaveolus
- P. e. fleurieuensis
- P. e. melanopterus
- P. e. nigrescens
- P. e. subadelaidae

## Vanjske poveznice
- http://www.amonline.net.au/factsheets/crimson_rosella.htm
- http://www.birdwatching-australia.com/crimson.html